# Germani dobrogeni

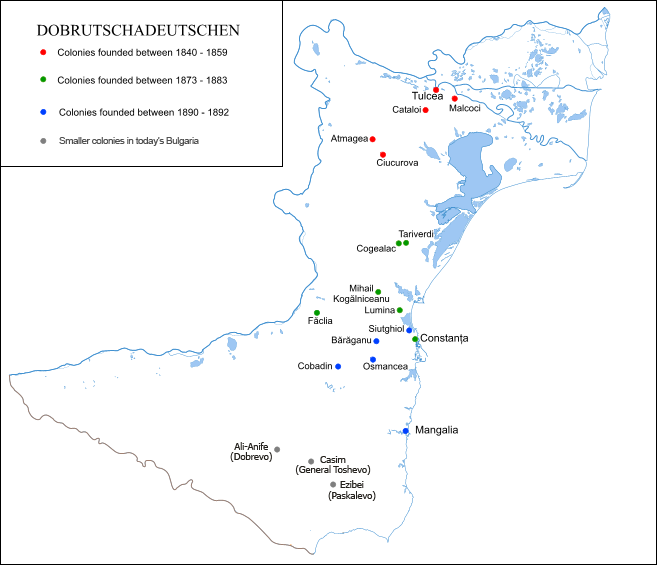
Localitățile în care s-au așezat coloniștii germani

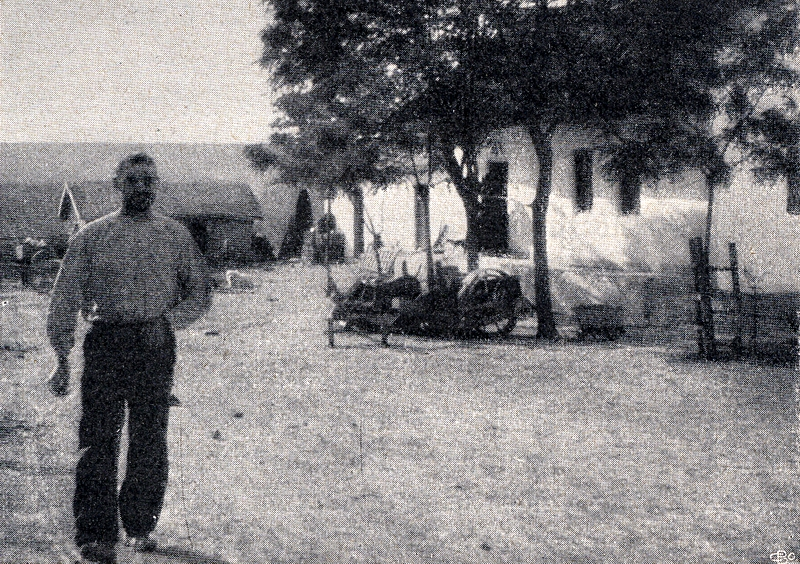
Un german din Colilia

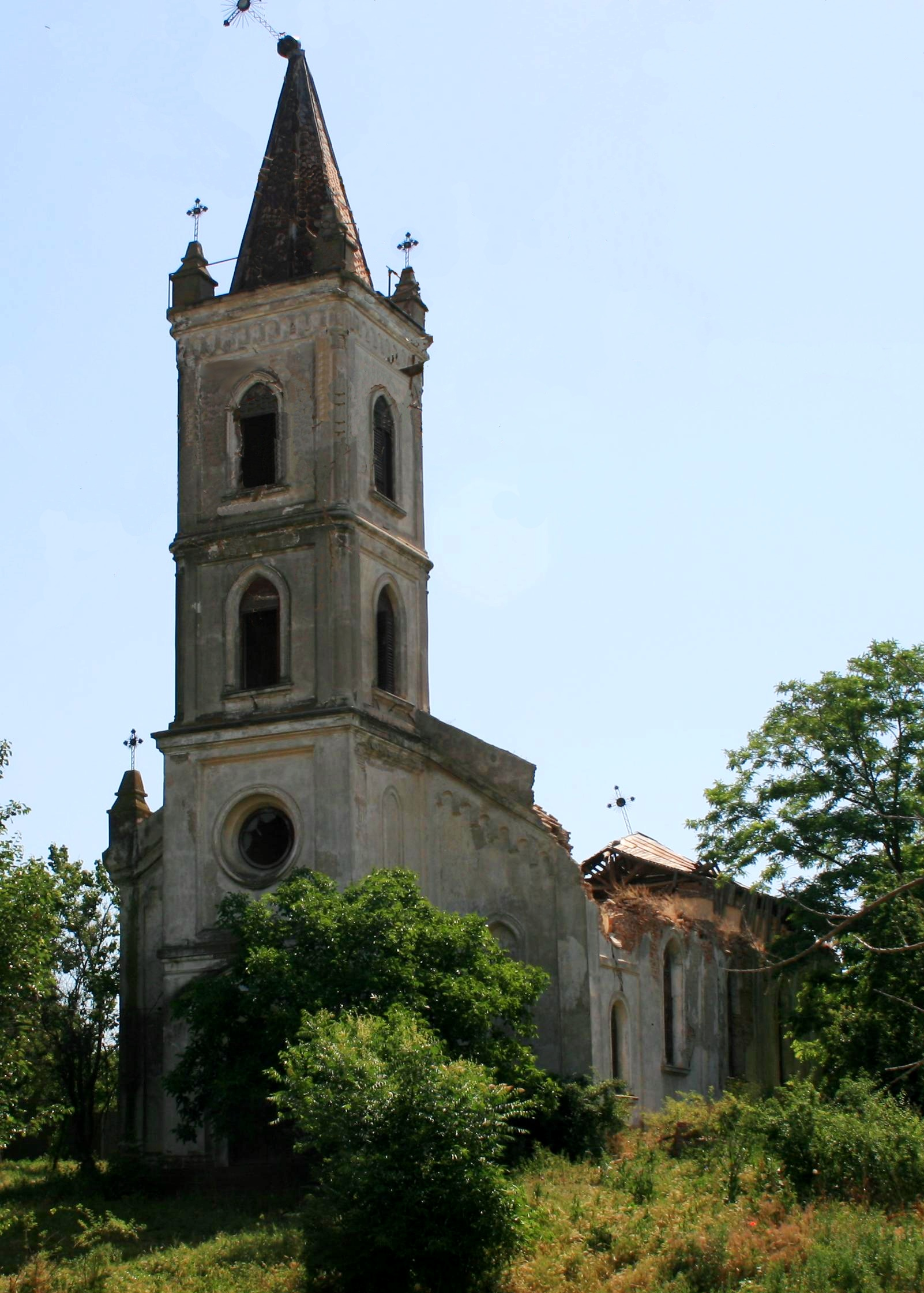
Biserica Sfântul Gheorghe din Malcoci

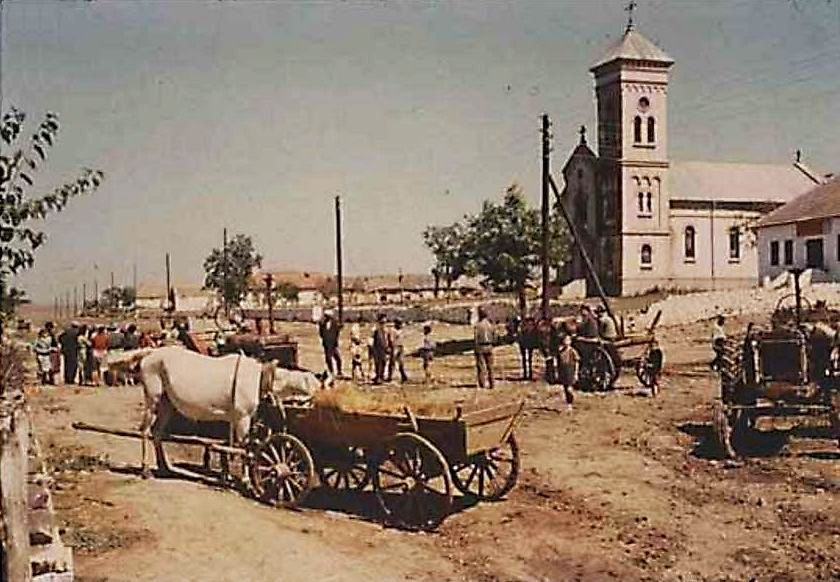
Biserica din Colilia la mijlocul secolului XX

Germanii dobrogeni (în germană Dobrudschadeutsche) au fost o populație germană stabilită în secolul al XIX-lea în Dobrogea. Colonizarea lor a început în jurul anului 1840, majoritatea acestora părăsind teritoriul dobrogean în anul 1940. Germanii dobrogeni au fost singurul grup etnic german de pe teritoriul României care nu s-au așezat pe aceste pământuri venind direct din Germania, ci din alt spațiu colonizat de germani, și anume din Basarabia și Rusia de Sud. De asemenea, au fost singura populație germană care a trăit vreodată sub directa stăpânire otomană (până în 1878 Dobrogea a fost o componentă integrală a acestui stat).

## Istoric
La 22 iulie 1763 țarina Ecaterina a II-a a Rusiei a semnat un manifest, invitând germanii să emigreze și să lucreze pământul în Rusia, asigurându-i că își pot păstra limba și cultura. În anii 1803-1804, până către 1812, au venit în special coloniști din sudul Germaniei și din zona renană.
Prin Tratatul de la București din 1812, care punea capăt războiului ruso-turc dintre 1806-1812, partea de răsărit a Moldovei a fost cedată de Imperiul Otoman Imperiului Rus, care a anexat-o și i-a dat denumirea de Basarabia.
Țarul Alexandru I al Rusiei a chemat coloniști germani care s-au instalat în Basarabia în perioada 1814-1824. Acești coloniști veneau din sudul Germaniei, dar și din nord-est, Mecklenburg, Pomerania și Ducatul Varșoviei, și au înființat mai multe sate în Basarabia. Țarul i-a atras promițându-le libertate de organizare, libertate religioasă, scutire de serviciul militar și scutire fiscală timp de zece ani. Spre sfârșitul secolului al XIX-lea s-a introdus serviciul miltar obligatoriu și pentru germanii din Basarabia și s-a început rusificarea lor.
Nemulțumiți de noua situație, dar și de faptul că nu le mai ajungea pământul pentru copiii lor, mulți au decis să plece în Dobrogea.

## Colonizarea

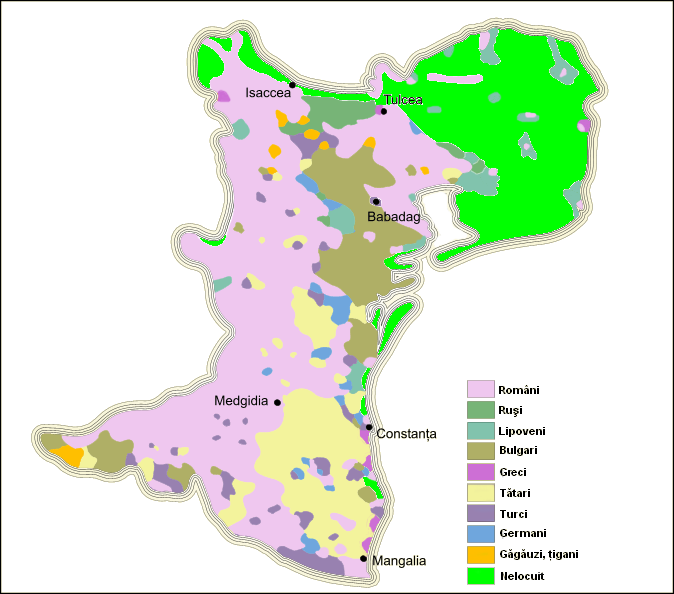
Structura etnică în Dobrogea, 1903

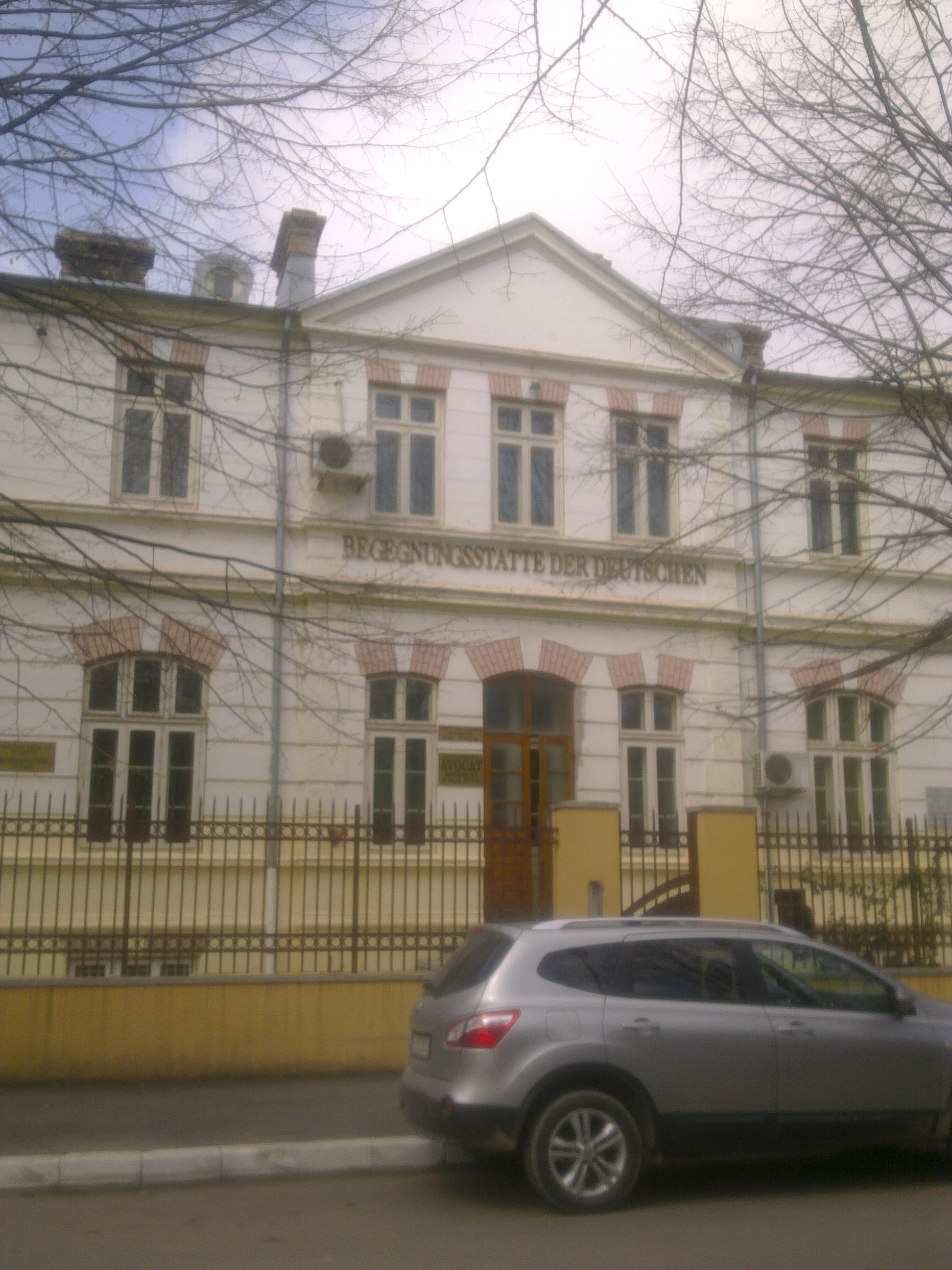
Fosta școală evanghelică germană din Constanța, azi centru cultural.

Migrarea germanilor către Dobrogea, s-a făcut în trei faze: 
- primul val: 1841 - 1856
- al doilea val: 1873 - 1883
- al treilea val: 1890 - 1891

În vara sau toamna anului 1841 și-au făcut apariția în Dobrogea cei dintâi țărani germani. Ei au venit din Berezina, Leipzig și alte colonii din părțile Varșoviei, așezându-se mai întâi la Măcin. Apoi s-au așezat în comuna Akpunar/Acpunar (în prezent Mircea Vodă, Tulcea) situată mai spre miazăzi cu vreo 30 de km pe șoseaua de la Babadag. Aceasta a fost cea dintâi colonie germană din Dobrogea.
Primii coloniști germani din Rusia s-au strămutat în Dobrogea în perioada 1841–1856. Erau familii de țărani germani basarabeni, din Basarabia și de germani transnistreni din regiunea Cherson, plecați din locurile de origine din motive economice. După 30 de ani au început să vină și emigranți originari din provincia sud-germană Suebia. Întrucât Dobrogea era provincie a Imperiului Otoman, colonizarea imigranților germani s-a făcut după legile otomane. Au fost singurii germani de pe teritoriul Imperiului Otoman. Au contribuit la dezvoltarea economică a Dobrogei.
În urma Congresului de Pace de la Berlin, din iulie 1878, prin care s-a recunoscut independența României, Dobrogea a intrat în componența României. Ca urmare, până în 1885, mulți turci au părăsit România, și Dobrogea a suferit o relativă depopulare. România a încercat să repopuleze unele zone cu populație de origine germană.
Până în anul 1878, cât timp Dobrogea a făcut parte din Imperiul Otoman, așezările întemeiate de germani s-au bucurat de autonomie administrativă, fiind conduse de primari aleși din rândul comunității germane, singura obligație fiind cea a de a plăti la timp impozitele. După intrarea Dobrogei sub administrație românească, în majoritatea satelor locuite de germani au fost numiți primari români și au fost împroprietăriți cu terenuri veterani ai Războiului de Independență din 1877–1878.
Comunitatea germană din Dobrogea a fost din nou afectată în timpul Primului Război Mondial, când, la fel cu toți germanii din Regatul României, erau considerați potențiali inamici. A fost interzisă folosirea limbii germane în locuri publice, mulți bărbați au fost puși sub arest la domiciliu, au fost rechiziționate animale și mijloace de transport iar unele așezări au fost distruse în timpul luptelor purtate între trupele românești și cele bulgare, care invadaseră Dobrogea.

## Ocupațiile
Germanii dobrogeni trăiau în special din agricultură. Existau și meșteșugari (morari, rotari) cu meserii legate direct de agricultură.
De exemplu, în Cogealac se aflau, în proprietatea unor germani, moara de ulei (Rösler), vopsitoria (Görres), lăptăria (Heim), ateliere de fierari (W. Gallert, Johann Körner, K. Walter), de tâmplari (Chr. Reihard, Adolf Körner), de croitorie (Dora Heil, Riecke Muster, Chr. König). 

## Școala
În Dobrogea, după intrarea acestui teritoriu în stăpânirea României, începând de la 1878, copiii germani din acest spațiu au fost invitați să frecventeze școlile românești, cu permisiunea de a învăța limba maternă în afara programului comun. Statutul de organizare a Dobrogei din 1888 prevedea pentru comunitățile germane dreptul de a organiza și întreține școli proprii.
Prima școală germană din Constanța a fost construită la inițiativa doamnei Sofia Luther, soția proprietarului fabricii de bere Luther, vestită în epocă.  În acest scop, în anul 1894 s-a înființat Fundația Erhardt Luther și au început lucrările pentru ridicarea localului Școlii evanghelice Germane de la Constanța, lucrare finalizată în 1901 cu sprijinul unei colecte primite din Germania. Școala, cu clasele 1-4, a funcționat timp de 39 de ani, până în anul 1940. 
În general, neavând resurse pentru susținerea unui învățmânt propriu, germanii dobrogeni au frecventat școlile românești, doar limba germană și religia fiind predate de învățători din rândul propriei comunități, după încheierea cursurilor. 

## Localități
Germanii dobrogeni erau stabiliți aproape exclusiv în sate, cu excepția celor stabiliți la Constanța, într-un cartier din periferie denumit Neue Weingärten (Viile noi) și la Tulcea.
Cel mai mare sat catolic era Karamurat (azi Mihail Kogălniceanu). Cel mai important centru protestant era Atmadscha (azi Atmagea), în apropiere de Tschukurowa (azi Ciucurova). O altă localitate, Büffelbrunnen (Fântâna bivolului, azi Costinești), era și un loc unde își petreceau vacanțele sașii transilvăneni. La Murfatlar au fost înființate vii care rodesc și în prezent. Alte localități au fost Tariverde, Fachria (azi Făclia), Kobadin (azi Cobadin), Sarighiol (azi Albești), Groß-Pallas (azi Palazu Mare), Cogealac, Malkotsch (azi Malcoci) și Kalfa (azi Dobrevo, în Cadrilater), localități existente și astăzi, precum și satul Kolelie (ulterior Colelia), care a dispărut. (Atmagea, Ciucurova, Malcoci sunt toponime turcice.)
Localitatea Schitu  1897 de germani sub denumirea germană Klein-Mangeanpunar, "Mangeanpunarul Mic". În 1940 au fost strămutate în Germania 130 de persoane de etnie germană din Schitu, doar trei persoane mai rămânând în localitate. 

## Strămutarea
Dintre germanii care voiau să părăsească Dobrogea, aproximativ 1600-1700 de persoane au plecat în Germania încă din vara anului 1939 și la începutul anului 1940, în cadrul unei acțiuni organizate de Al Treilea Reich sub denumirea de Vorumsiedlung (strămutare premergătoare).
În toamna anului 1940 Regatul Bulgariei a ocupat sudul Dobrogei. Ca urmare, în 22 octombrie 1940, a fost încheiată o „înțelegere de stat” între Al Treilea Reich și Regatul României, pentru strămutarea (Umsiedlung) a circa 15.000 de germani dobrogeni și a germanilor din sudul Bucovinei. La negocierea înțelegerii nu a participat niciun german dobrogean.,
În felul acesta, majoritatea celor 16.000 germani dobrogeni, în special cei fără pământ, s-au strămutat în Germania sub lozinca Heim ins Reich (Acasă în Reich). Circa 1600 de persoane nu s-au strămutat. 
Întreaga acțiune a decurs după un plan riguros. Cele două elemente de bază au fost înregistrarea persoanelor și inventarierea și taxarea bunurilor. 
 Prin înregistrare, germanii dobrogeni încetau să mai fie cetățeni români și intrau sub protecția Reichului. Ulterior, prin proceduri individuale, au primit cetățenia germană. 
 Prin inventariere și taxare, bunurile germanilor dobrogeni au fost confiscate și evaluate. Conform înțelegerii, toată averea lor, constând din terenuri, clădiri, inventar viu și mort, provizii, revenea statului român. În schimb, statul român se obliga să plătească statului german averile preluate. Plata urma să se facă în special prin livrări de bunuri, mai ales cereale și petrol. În anii războiului, România și-a achitat în cea mai mare parte aceste obligații financiare, atât prin livrări directe, cât și prin decontarea cheltuielilor de staționare a trupelor germane în România. 
La 28 noiembrie 1940 strămutarea germanilor din nordul Dobrogei era încheiată. Prin portul Cernavodă fuseseră transportate 13.979 de persoane.
A urmat o adevărată odisee. Expatriații au fost duși cu navele pe Dunăre, și cu trenurile tranzitând Serbia. Au fost cazați în lagăre de emigranți, în special în Austria. În jur de 6000 au fost colonizați în regiunile răsăritene ale Poloniei, cucerite de Germania, iar alți circa 6000 au fost colonizați în Protectoratul Boemiei și Moraviei. La sfârșitul celui de-al Doilea Război Mondial, în 1945, între 2000 și 3000 de germani au fost aduși înapoi în Dobrogea, unde erau lipsiți de orice fel de mijloce de subzistență. Alți circa 1600 au fost duși la Dresda și au primit statutul de refugiați în Zonele aliate de ocupație din Germania.
Din cei circa 15.000 de germani dobrogeni care și-au părăsit căminele, au supraviețuit  circa 13.500, din care 8500 în Republica Federală Germania, în special în orașul Heilbronn, 2300 în Republica Democrată Germană, 700 în Dobrogea, 4000 în Europa Occidentală și 1500 în America. 
După război germanii rămași la casele lor care au participat alături de trupele germane la atrocități au fost condamnați. Indiferent de vinovăție au avut loc deportări în Uniunea Sovietică, puțini dintre deportați revenind la vechile lor cămine.

## Situația prezentă
Germanilor dobrogeni li s-a restituit clădirea vechii școli evanghelice (Evangelische Schule) aflată pe Strada Sarmizegetusa din centrul orașului Constanța, pe care au renovat-o și transformat-o într-un centru cultural și de întâlnire a germanilor (Begegnungsstätte der Deutschen).
În 7 februarie 2004 în clădirea centrului de întâlnire a avut loc lansarea cărții „Despre germanii din Dobrogea” de Horia Stinghe și Cornelia Toma (2003) în prezența a numeroși oaspeți și a prefectului Gheorghe Martin. Cartea - reeditată la Editura Ex Ponto, Constanța, în 2007 și bine documentată - tratează colonizarea, localitățile cu populație germană, obiceiurile și tradițiile acestora, precum și strămutarea.
În mai 2006 Facultatea de Istorie și Științe Politice din cadrul Universității "Ovidius" Constanța, în colaborare cu fundația germană "Hans Seidel Stiftung", a lansat volumul bilingv român-german intitulat „Germanii dobrogeni - istorie și civilizație”, apărut sub coordonarea prof. univ. dr. Valentin Ciorbea, la editura Muntenia din Constanța. În volum se amintește că, în secolul al III-lea î.H., în Dobrogea a locuit vremelnic și neamul germanic al bastarnilor. 
La Stuttgart a funcționat Landsmannschaft der Dobrudscha- und Bulgariendeutschen (Asociația Germanilor din Dobrogea și Bulgaria), a cărei președintă a fost mulți ani Gertrud Knopp-Rüb,  care a renunțat la funcție în 2008, din motive de vârstă înaintată. Deoarece majoritatea membrilor au decedat sau au ajuns la o vârstă care îi împiedică să participe la activități, în 21 septembrie 2008, la adunarea membrilor din Stuttgart s-a decis desființarea organizației. 
Asociația este păstrătoarea bunurilor culturale ale acestei populații care, timp de peste o sută de ani, a reprezentat un avanpost al spiritualității germane în Europa de sud-est.
Asociația se ocupă și de monumentele comemorative pentru victimele strămutării. De exemplu, în cimitirul principal din Heilbronn, la 20 mai 1982 a fost dezvelit un monument în memoria germanilor dobrogeni, având inscripționat textul: Gedenkstätte der gefallenen und verstorbenen Landsleute. Landsmannschaft der Dobrudschadeutschen (Memorial pentru compatrioții căzuți și decedați. Asociația Germanilor Dobrogeni)
În Constanța funcționează Comunitatea Germanilor Dobrogeni (CGD) din România, cu sediul la adresa, "900670 Constanța, Str Sarmizegetusa Nr.8" Tel.+40 241 617782; Fax 0241 617782; E-Mail: ComEvGermDobrog@gmail.com 

## Personalități
- Rafael Haag (1895–1978), călugăr iezuit, deținut politic
- Hieronymus Menges (1910–2002), profesor de dogmatică, deținut politic
- Adolph Bachmeier (1938–2016), fotbalist